# 平成25年度全国高等学校総合体育大会サッカー競技大会
平成25年度全国高等学校総合体育大会サッカー競技大会は2013年8月に開催された全国高等学校総合体育大会サッカー競技大会。平成25年度全国高等学校総合体育大会（2013 未来をつなぐ 北部九州総体）の競技の一つとして男子は福岡県、女子は佐賀県で開催された。
8月4日の女子競技1回戦の第1試合途中から雷雨が発生し続けたため、翌8月5日に1回戦すべてが順延された。これにより8月6日に2回戦、8月7日に準決勝とスケジュールがずれ込むことになり、準決勝を勝ち上がった2校が優勝ということになった。

## 試合会場

### 会場（男子）
- レベルファイブスタジアム（福岡市）
- 東平尾公園博多の森陸上競技場（福岡市）
- 東平尾公園博多の森補助競技場（福岡市）
- 西南杜の湖畔公園球技場（福岡市）
- 福岡フットボールセンター（人工芝）（福岡市）
- 福岡フットボールセンター（天然芝）（福岡市）
- 福岡県営春日公園球技場（春日市）
- 白水大池公園多目的広場（春日市）
- 今津運動公園（福岡市）
- 西南学院大学田尻グリーンフィールド（福岡市）

出典

### 会場（女子）
- ベストアメニティスタジアム（鳥栖市）
- 鳥栖市陸上競技場（鳥栖市）
- 佐賀県総合運動場陸上競技場（佐賀市）
- 佐賀県総合運動場球技場北（佐賀市）
- 佐賀県総合運動場球技場南（佐賀市）

出典

## 出場校

### 出場チーム（女子）
| 地区   | 代表校                           | 出場回数     |
| ------ | -------------------------------- | ------------ |
| 開催地 | 神埼高校（佐賀）                 | 初出場       |
| 北海道 | 北海道大谷室蘭高校               | 2年連続2回目 |
| 東北   | 常磐木学園高校（宮城）           | 2年連続2回目 |
| 東北   | 山形西高校（山形）               | 初出場       |
| 関東   | 村田女子高校（東京）             | 初出場       |
| 関東   | 湘南学院高校（神奈川）           | 2年連続2回目 |
| 関東   | 日本航空高校（山梨）             | 初出場       |
| 北信越 | 福井工業大学付属福井高校（福井） | 2年連続2回目 |

| 地区 | 代表校                   | 出場回数     |
| ---- | ------------------------ | ------------ |
| 東海 | 藤枝順心高校（静岡）     | 2年連続2回目 |
| 東海 | 梅村学園三重高校（三重） | 初出場       |
| 近畿 | 大商学園高校（大阪）     | 2年連続2回目 |
| 近畿 | 日ノ本学園高校（兵庫）   | 2年連続2回目 |
| 中国 | 岡山県作陽高校（岡山）   | 初出場       |
| 四国 | 鳴門渦潮高校（徳島）     | 初出場       |
| 九州 | 神村学園高等部（鹿児島） | 2年連続2回目 |
| 九州 | 鎮西学院高校（長崎）     | 初出場       |

## 結果（女子）

### 1回戦（女子）
| #1 | 2013年8月5日 10:00 |

| 大商学園                                                                                            | 8 - 0    | 県立山形西 |
| 大井美波 10分 · 田中江梨奈 11分, 44分, 48分 · 松原有沙 15分 · 鎌田知夏 21分, 28分 · 山田仁衣奈 65分 | 公式記録 |            |

| 鳥栖市陸上競技場 観客数: 250人 主審: 新妻久美 |

| #2 | 2013年8月5日 10:00 |

| 梅村学園三重                  | 2 - 0    | 県立神埼 |
| 日野瑞希 42分 · 山本早織 69分 | 公式記録 |          |

| 佐賀県総合運動場 陸上競技場 観客数: 150人 主審: 山下良美 |

| #3 | 2013年8月5日 10:00 |

| 北海道大谷室蘭                      | 0 - 0    | 県立鳴門渦潮                                 |
|                                     | 公式記録 |                                              |
|                                     | PK戦     |                                              |
| 吉田加奈 熊谷遥楓 中瀬朱音 瀧谷日向 | 3 - 5    | 松田碧依 矢野くるみ 福本つくし 梅津萌 奈良茜 |

| 佐賀県総合運動場 球技場南 観客数: 100人 主審: 坊薗真琴 |

| #4 | 2013年8月5日 10:00 |

| 村田女子                                 | 1 - 1    | 神村学園                                         |
| 田中萌 69分                              | 公式記録 | 八木ゆりあ 32分                                  |
|                                          | PK戦     |                                                  |
| 田中萌 大塚明莉 作間琴莉 岸野早奈 渡邊萌 | 4 - 3    | 上野真実 平田こころ 村田美枝乃 橋谷優里 井口遥菜 |

| 佐賀県総合運動場 球技場北 観客数: 100人 主審: 桐原純子 |

| #5 | 2013年8月5日 12:00 |

| 藤枝順心                                                | 1 - 1    | 岡山県作陽                                                    |
| 児野楓香 44分                                           | 公式記録 | 三谷沙也加 18分                                               |
|                                                         | PK戦     |                                                               |
| 梅津美絵 児野楓香 島村友妃子 河野朱里 大久保舞 杉田妃和 | 5 - 6    | 三谷沙也加 内田好美 川野紗季 長尾加奈子 宮地明日翔 森迫あやめ |

| 佐賀県総合運動場陸上競技場 観客数: 200人 主審: 助廣那由 |

| #6 | 2013年8月5日 12:00 |

| 鎮西学院                              | 0 - 0    | 湘南学院                            |
|                                       | 公式記録 |                                     |
|                                       | PK戦     |                                     |
| 平田ゆり 砥綿涼香 田原彩花 松尾ゆりか | 4 - 2    | 大間由樹 西垣美麻 金子ゆい 清水星良 |

| 佐賀県総合運動場 球技場北 観客数: 100人 主審: 安浪陽子 |

| #7 | 2013年8月5日 12:00 |

| 日ノ本学園                      | 3 - 0    | 福井工大附属福井 |
| 林咲希 1分 · 入江未希 5分, 52分 | 公式記録 |                  |

| 佐賀県総合運動場競技場南 観客数: 200人 主審: 米村真由美 |

| #8 | 2013年8月5日 12:00 |

| 日本航空 | 0 - 3    | 常盤木学園                                      |
|          | 公式記録 | 小林里歌子 23分 · 平國瑞希 65分 · 杉原遥波 67分 |

| 鳥栖市陸上競技場 観客数: 150人 主審: 竹下聖 |

### 2回戦（女子）
| #9 | 2013年8月6日 10:00 |

| 大商学園                                                                            | 7 - 0    | 梅村学園三重 |
| 鎌田知夏 35+2分, 60分 · 田中江梨奈 38分, 42分, 65分 · 大井美波 46分 · 松原有沙 56分 | 公式記録 |              |

| ベストアメニティスタジアム 観客数: 150人 主審: 桐原純子 |

| #10 | 2013年8月6日 10:00 |

| 県立鳴門渦潮 | 0 - 4    | 村田女子                                                   |
|              | 公式記録 | 渡邊萌 3分 · 作間琴莉 35+1分 · 田中萌 44分 · 川﨑芽生 50分 |

| 佐賀県総合運動場陸上競技場 観客数: 100人 主審: 安浪陽子 |

| #11 | 2013年8月6日 12:00 |

| 岡山県作陽                                    | 3 - 0    | 鎮西学院 |
| 31分 (o.g.) · 三谷沙也加 58分 · 青木美緒 62分 | 公式記録 |          |

| 佐賀県総合運動場陸上競技場 観客数: 200人 主審: 新妻久美 |

| #12 | 2013年8月6日 12:00 |

| 日ノ本学園                                       | 0 - 0    | 常盤木学園                            |
|                                                  | 公式記録 |                                       |
|                                                  | PK戦     |                                       |
| 羽座妃粋 小島和希子 矢沢未稀 川井保菜美 入江未希 | 4 - 2    | 平田美紀 岡倉海香 柿木瑠奈 佐々木美和 |

| ベストアメニティスタジアム 観客数: 300人 主審: 山下良美 |

### 準決勝（女子）
| #13 | 2013年8月7日 10:00 |

| 大商学園                                              | 1 - 1    | 村田女子                                            |
| 田中江梨奈 59分                                       | 公式記録 | 岸野早奈 5分                                        |
|                                                       | PK戦     |                                                     |
| 松原有沙 吉田紫穂 三浦桃 鎌田知夏 田中江梨奈 藤根有彩 | 5 - 6    | 田中萌 大塚明莉 作間琴莉 岸野早奈 髙野沙緒里 内山希 |

| ベストアメニティスタジアム 観客数: 400人 主審: 竹下聖 |

| #14 | 2013年8月7日 12:00 |

| 岡山県作陽 | 0 - 3    | 日ノ本学園                        |
|            | 公式記録 | 林咲希 14分 · 中井仁美 36分, 48分 |

| ベストアメニティスタジアム 観客数: 400人 主審: 坊薗真琴 |

| 平成25年全国高等学校総合体育大会サッカー競技大会（女子） 優勝チーム |
| ------------------------------------------------------------------- |
| 村田女子高等学校 初優勝 日ノ本学園高等学校 2年連続2回目             |